# أباتين

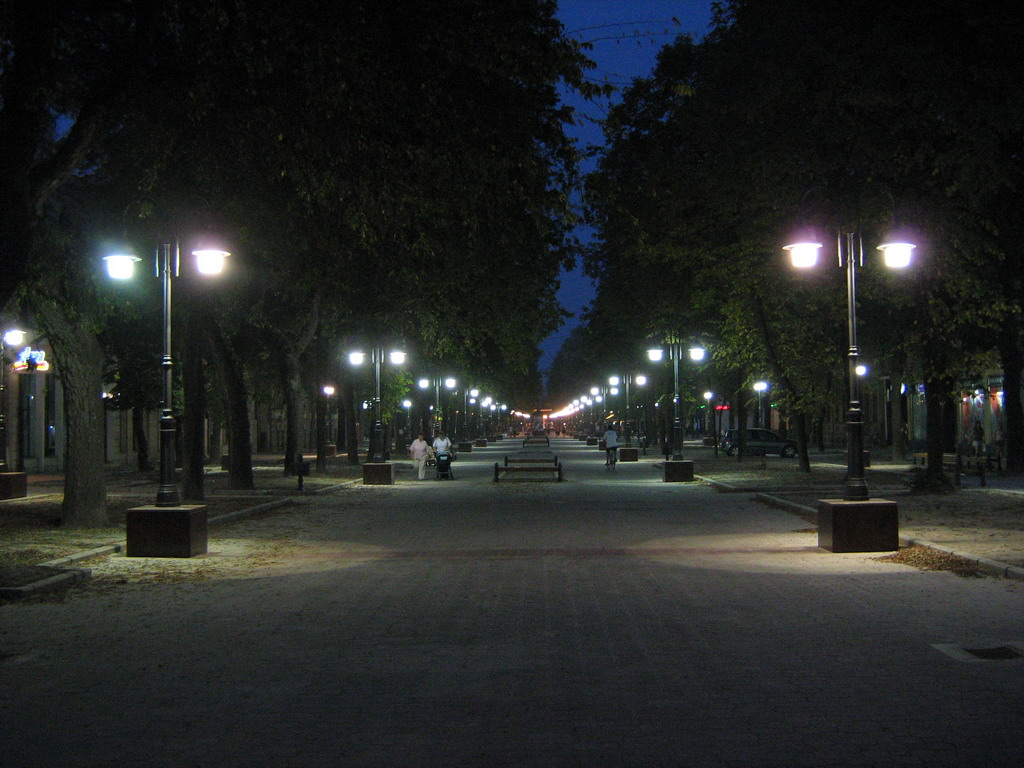

أباتين (بالصربية:Апатин) هي مدينة في باكا الغربية في مقاطعة فويفودينا في صربيا.

## أعلام
- باول أبراهام
- لاجوس سزوكس
- بريدراج فيين